# The House Opposite (film 1917)
The House Opposite è un film muto del 1917 diretto da Walter West e Frank Wilson.

## Produzione
Il film fu prodotto dalla Broadwest.

## Distribuzione
Distribuito dalla Broadwest, il film uscì nelle sale cinematografiche britanniche nel marzo 1917.